# 10-клетка Балабана
10-Клетка Балабана или балабанова (3,10)-клетка — это 3-регулярный граф с 70 вершинами и 105 рёбрами, названный именем химика румынского происхождения А.Т. Балабана .  Опубликован в  1972. Это была первая обнаруженная (3,10)-клетка, но не единственная.

## (3-10)-клетки
Полный список (3-10)-клеток дали и доказали минимальность О'Кииф и Вонг. Существует 3 различные (3-10)-клетки, две другие — граф Харриса и граф Харриса – Вонга. Однако граф Харриса – Вонга и граф Харриса — являются коспектральными.

## Свойства
10-Клетка Балабана имеет хроматическое число 2, хроматический индекс 3, диаметр 6, обхват 10 и граф является гамильтоновым. Граф является также вершинно 3-связным и рёберно 3-связным.
Характеристический многочлен 10-клетки Балабана равен
{\displaystyle (x-3)(x-2)(x-1)^{8}x^{2}(x+1)^{8}(x+2)(x+3)(x^{2}-6)^{2}(x^{2}-5)^{4}(x^{2}-2)^{2}(x^{4}-6x^{2}+3)^{8}.}

## Галерея

Хроматическое число 10-клетки Балабана равно 2.
Хроматический индекс 10-клетки Балабана равен 3.
Альтернативное представление 10-клетки Балабана.